# Айыртасский сельский округ
Айыртасский сельский округ (каз. Айыртас ауылдық округі) — административная единица в составе Актогайский район Карагандинской области Казахстана. Административный центр — село Айыртас.
Население — 381 человек (2009; 671 1999, 1287 в 1989).
По состоянию на 1989 год существовал Айыртасский сельский совет (сёла Айыртас, Амирсана, Кабыргаши, Чубартау) ликвидированного Приозёрного района.

## Состав
В состав округа входят такие населённые пункты:
| Населённый пункт | население, человек (1989) | население, человек (1999) | население, человек (2009) |
| ---------------- | ------------------------- | ------------------------- | ------------------------- |
| Айиртас, село    | 952                       | 671                       | 381                       |
| Амирсана, село   | 94                        | -                         | -                         |
| Кабыргаши, село  | 143                       | -                         | -                         |
| Чубартау, село   | 98                        | -                         | —                         |